# Temple Kaiyuan (Chaozhou)
Pour les articles homonymes, voir temple Kaiyuan.
Le temple Kaiyuan (chinois simplifié : 开元寺 ; chinois traditionnel : 開元寺 ; pinyin : kāiyuán sì) de Chaozhou, à l'Est de la province du Guangdong, en Chine, est un des temple crée en 738. Cette année, dans chacune des dix grandes provinces de la Chine, l'empereur Xuanzong de la dynastie Tang (618 - 907) fit construire un ensemble de temples bouddhistes portant le nom de son règne « Kaiyuan », parmi eux on trouve celui de Chaozhou.
Le palais Tianwang (天王, « Roi céleste ») de ce temple est connu comme un chef-d’œuvre parmi les anciens édifices chinois à structure en bois. L’assemblage de toutes les pièces est en queue d'aronde, ce qui explique l’absence de fissures malgré le climat.
Il est composé de quatre salles, disposées selon un axe nord-sud :
- la salle du protecteur du bouddhisme ;
- la salle des gardiens célestes ;
- la salle de Sakyamuni ;
- la salle des sûtras.

Le temple recèle des objets précieux qui sont les trésors du temple : Une collection complète de sûtras bouddhistes « Tripitaka » en 7200 volumes (les moines organisent tous les étés une cérémonie de séchage des sûtras), un parchemin du Avataṃsaka sūtra écrit en trois ans par le moine Zhicheng avec le sang de sa langue, un brûle-parfum de 475 kg sculpté dans une météorite tombée dans la région en 1325.